# The Power and the Glory (pel·lícula de 1918)
The Power and the Glory és una pel·lícula muda de World Film dirigida per Lawrence C. Windom i protagonitzada per June Elvidge i Frank Mayo. Basada en la novel·la homònima de Grace MacGowan Cooke (1910), la pel·lícula es va estrenar el 2 de setembre de 1918.

## Argument
Jonnie Consadine, una que viu a les muntanyes Blue Ridge en mig de la pobresa. Davant dels deutes de la família decideix anar a la ciutat de Cottonville per treballar i així poder ajudar a la família. Mentrestant, el seu oncle Pros Passmore es queda per continuar la seva recerca d’una mina de plata perduda. La noia troba feina en una filatura on les dones i nens són explotats fins a l'extenuació sense cap mesura de seguretat. A la feina coneix Gray Stoddard, un dels propietaris de la filatura i que en el fons intenta millorar les condicions dels treballadors i s’acaben enamorant. Això fa que un dels treballadors, de Shade Buckheath, que ja no el pot veure perquè el considera culpable de les condicions en què treballen, l’acabi odiant ja que ell pretenia casar-se amb Jonnie. El propietari de la pensió on viu Jonnie, Pap Himes, s'assabenta que Pros ha descobert la mina perduda. Aleshores ell i Shade l’ataquen, el deixen inconscient i li roben la plata. Pap es casa amb la mare de Jonnie i posa els nens a treballar a la fàbrica, cosa que disgusta molt a Gray ja que creu que Jonnie hi està d’acord. Després de diverses aventures en què les vides de Gray i Jonnie són posades en perill Gray i Jonnie es casen i la mina de Pros retorna a la família Consadine.

## Repartiment
- June Elvidge (Jonnie Consadine)
- Frank Mayo (Gray Stoddard)
- Madge Evans (Deanie Consadine)
- Johnny Hines (Charles Conroy)
- Al Hart (Pros Passmore)
- Clay Clement (Shade Buckheath)
- Jack Drumier (Hardwick)
- Ricca Allen (Laurella Consadine)
- Ned Burton (Pap Himes)
- Nora Cecil (Mandy Meacham)
- Sheridan Tansey (Milo)
- Charley Jackson (Pony)
- Inez Marcel (Mavity Bence)
- Violet Reed (Lydia Sessions)
- Grace Stevens (Mrs. Archbold)
- A. G. Corbell (Dr. Millsaps)